# Maigret im Haus des Richters
Maigret im Haus des Richters (französisch La Maison du juge) ist ein Kriminalroman des belgischen Schriftstellers Georges Simenon. Er ist der 21. Roman einer Reihe von insgesamt 75 Romanen und 28 Erzählungen um den Kriminalkommissar Maigret. Der Roman wurde am 31. Januar 1940 in Nieul-sur-Mer bei La Rochelle fertiggestellt und vom 27. April bis 31. August 1941 in 19 Ausgaben der Wochenzeitschrift Les Ondes vorabveröffentlicht. Die Buchausgabe folgte 1942 gemeinsam mit  Maigret und die Keller des „Majestic“ und Maigret verliert eine Verehrerin im Sammelband Maigret revient bei der Éditions Gallimard. Die erste deutsche Übersetzung von Liselotte Julius erschien 1984 im Diogenes Verlag. Eine Neuübersetzung von Thomas Bodmer publizierte 2018 der Kampa Verlag.
Nicht einmal Madame Maigret weiß genau zu sagen, was ihr Mann sich hat zuschulden kommen lassen, um von der Pariser Kriminalpolizei nach Luçon im Département Vendée strafversetzt zu werden. Beschäftigungslos langweilt sich Maigret in der kleinen Ortschaft, bis ein neugieriges älteres Ehepaar ausgerechnet im Haus des pensionierten Friedensrichters eine Leiche entdeckt haben will. Voller Vorfreude auf eine Ermittlung begibt sich der Kommissar an den vermeintlichen Tatort, wo tatsächlich der Richter ein fest verschnürtes Bündel aus seinem Haus schleift.

## Inhalt

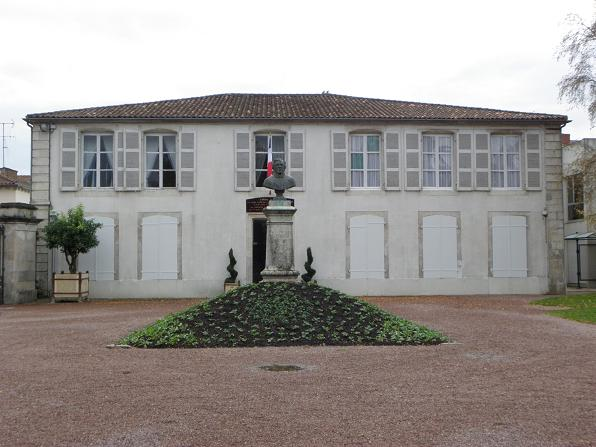
Hôtel de ville in Luçon

Es ist der 13. Januar und Kommissar Maigret weilt seit drei Monaten in Luçon in der Vendée wohin er aufgrund interner Querelen bei der Zusammenlegung der Pariser Kriminalpolizei mit der Sûreté nationale strafversetzt wurde. Statt mit seinen vertrauten Gehilfen vom Quai des Orfèvres hat es der Kommissar in der Provinz mit dem tumben Inspektor Méjat zu tun, was jedoch nicht schadet, da es sowieso keine wichtigen Ermittlungen zu führen gibt. Stattdessen verbringt Maigret seine Tage gelangweilt in der örtlichen Bar und sieht den Billardspielern zu. So ist er gleich mit Feuereifer bei der Sache, als die alte, neugierige Adine Hulot, genannt Didine, und ihr Mann, der schielende Zöllner Justin, eine Leiche entdeckt haben wollen, die bereits seit Tagen im Haus des Richters liege.
Noch in der Nacht begibt sich Maigret in das kleine Fischerdorf L’Aiguillon-sur-Mer an der Atlantikküste und kommt gerade zurecht, als der pensionierte Friedensrichter Forlacroix einen verschnürten Sack aus seinem Haus schleift, um ihn ins Meer zu werfen. Als Maigret den Richter stellt, zeigt dieser sich äußerst zuvorkommend und liebenswürdig, bittet den Gast in sein Haus und erklärt, die Leiche nicht zu kennen, die er lediglich habe entsorgen wollen, um Scherereien zu vermeiden. Maigret fällt es schwer, sich von der Gastfreundschaft des Richters und der Atmosphäre seines großen, ruhigen Hauses nicht eingenommen zu zeigen. Für Missstimmung sorgen nur die erwachsenen Kinder Forlacroix’. Albert ist ein aufbrausender Muschelfischer, der seinen Vater verachtet, und Lise ist ein ausgesprochen hübsches, aber phasenweise geistig verwirrtes junges Mädchen, von dem gleichwohl das Gerücht umgeht, dass sie bereitwillig die jungen Männer des Dorfes in ihrem Zimmer empfängt. Verdächtig scheint besonders ihr letzter Liebhaber Marcel Airaud, ebenfalls ein Muschelfischer, der sich kurz nach dem Auffinden der Leiche absetzt.

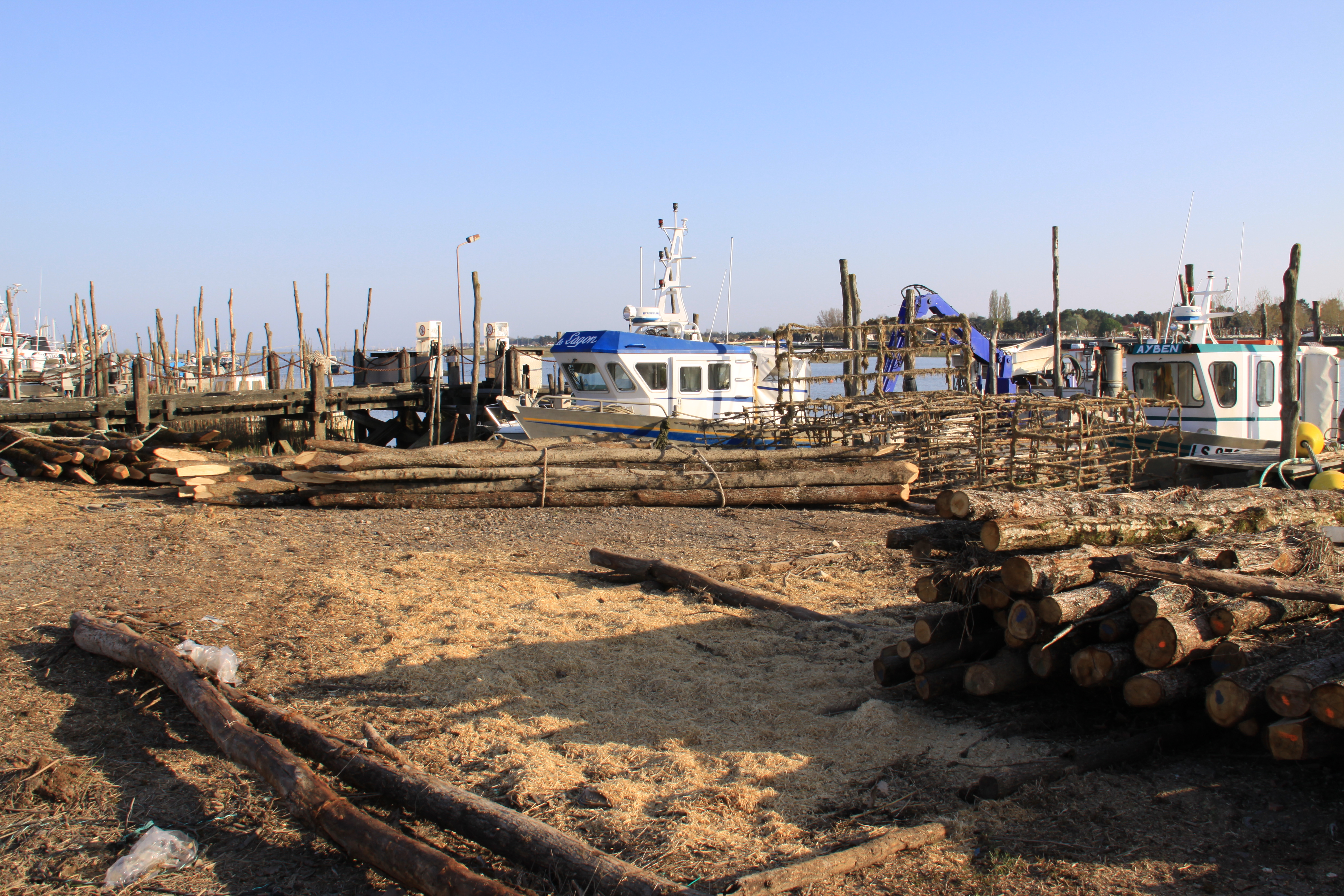
Muschelbänke im Hafen von L’Aiguillon-sur-Mer

Auf Maigrets hartnäckige Befragungen gibt der Richter schließlich einen Mord zu, doch es ist eine Tat, die 15 Jahre zurückliegt. Forlacroix überraschte seine Frau Valentine Constantinesco mit einem Liebhaber, den er in einer Aufwallung von Eifersucht umbrachte. Seitdem lebte seine Frau getrennt von ihm in Nizza, und als Albert erfuhr, dass er der leibliche Sohn eines Fischers ist, begann er seinen vorgeblichen Vater zu hassen. Nach seinem Geständnis wird Forlacroix ins Gefängnis und Lise in ein Pflegeheim eingeliefert, von wo Maigret erfährt, dass die junge Frau schwanger ist. Den Toten in seinem Haus will der Richter aber weiterhin nicht kennen, und tatsächlich stellt er sich als ein Ortsfremder aus Nantes heraus: der Psychiater Émile Janin, dessen einzige Verbindung zu dem kleinen Atlantikdorf ausgerechnet eine Bekanntschaft zum verschwundenen Marcel ist. Diesen kann Maigret in der Fischerhütte von Albert aufspüren, und bei einer Gegenüberstellung der zwei jungen Männer gelingt es dem Kommissar, den Fall zu klären.
Nachdem Richter Forlacroix erfuhr, dass seine Tochter schwanger war, zeigte er sich plötzlich aufgeschlossen, sie an den Muschelsucher Marcel zu verheiraten, den er bis dahin nie als standesgemäß betrachtet hatte. Der geschmeichelte Marcel willigte ein, bat jedoch seinen Freund Émile Janin, zuvor den Geisteszustand seiner künftigen Gattin zu untersuchen. Als der angereiste Psychiater die Schwangerschaft entdeckte und sein Urteil über Lises psychische Verfassung ungünstig ausfiel, ahnte der so auf die Familienehre bedachte wie jähzornige Albert, dass Marcel sein Heiratsversprechen zurückziehen würde, und er erschlug den Psychiater in einem Wutausbruch, noch bevor dieser seinen Freund informieren konnte. Albert gelang es, Marcel einzureden, seine Schwester habe die Tat in einem psychischen Ausnahmezustand begangen. Daraufhin tauchte der naive Muschelfischer unter, um den Verdacht auf sich zu lenken und seine geliebte Lise zu schützen. Maigret hält dem jungen Mann eine Standpauke, dass er sich vom Milieu des Richters habe blenden lassen, und Albert kommt, ganz wie sein verachteter Vater, ins Gefängnis.

## Hintergrund
Die Vendée als Handlungsort war Simenon aus eigener Anschauung vertraut. Er lebte während des Zweiten Weltkriegs und der Besetzung Frankreichs mit seiner Familie im Westen des Landes, teils in der Vendée, teils im benachbarten Charente-Maritime. Sein Wohnsitz befand sich überwiegend nördlich von La Rochelle in Marsilly und Nieul-sur-Mer. Den Roman Maigret und das Dienstmädchen schrieb Simenon 1942 in La Faute-sur-Mer, das in direkter Nachbarschaft des Handlungsortes L’Aiguillon-sur-Mer liegt. Bis heute ist Simenon in der Gegend um La Rochelle ausgesprochen populär. So wurde etwa 1989 der Quai Georges-Simenon im Hafen der Stadt nach dem Autor benannt.
Maigret im Haus des Richters entstand Anfang 1940 im direkten Anschluss an Maigret und die Keller des „Majestic“, Simenons erstem Maigret-Roman nach Maigret und sein Neffe sowie der folgenden Pause von rund sechs Jahren, in denen der Schriftsteller ausschließlich Non-Maigret-Romane verfasst hatte. Die beiden Romane zeichnen sich durch sehr unterschiedliche Handlungsorte aus: Maigret und die Keller des „Majestic“ spielt in einem Pariser Luxushotel, Maigret im Haus des Richters dagegen in einem einfachen Fischerdorf an der Atlantikküste. Dabei erscheint dem verbannten Kommissar seine kurzzeitige Rückkehr von der Vendée ins heimatliche Paris in der Mitte des Romans beinahe irreal.
Über die Umstände der Strafversetzung des Kommissars nach Luçon blieb Simenon sehr vage. Laut Peter Foord ging es dem Autor vor allem darum, seinen Protagonisten einmal an einen völlig anderen Ort außerhalb seines üblichen Pariser Zuständigkeitsbereichs zu versetzen. In einigen späteren Romanen griff Simenon die Frage nach Maigrets Verbannung noch einmal auf und verlieh ihr unterschiedliche Erklärungen. In Maigret und der Minister heißt es, politische Kreise seien über den Kommissar verärgert gewesen, in Maigret und der einsame Mann hingegen, Maigret habe „auf Kriegsfuß“ mit dem Inspektor der Kriminalpolizei gestanden.

## Interpretation
Laut Stanley G. Eskin ist Maigret im Haus des Richters „eine düstere Geschichte um einen pensionierten, zurückgezogen lebenden Richter und seine nymphoman veranlagte Tochter, die von einem jungen naiven Muschelfänger umworben wird“. Die Vertrautheit des Autors mit dem „Simenonschen Muschelland“ sorge für Lokalkolorit. Die Anfangsszene, in der sich der Richter abmüht, die Leiche zu entsorgen, erinnert Peter Foord beinahe an eine Farce. Später erweist sich die Ermittlung allerdings, trotz der begrenzten Anzahl von involvierten Personen, als ausgesprochen schwierig und frustrierend, und der Kommissar steht mehrfach vor der Fragestellung, wie er weiterkommen soll. Dabei ist es laut Tilman Spreckelsen immer wieder die alte Didine, die Maigret den Anstoß fürs weitere Vorgehen liefert. Zwar sei der Leser wie der Kommissar von der unangenehmen Klatschbase, ihrer Aufdringlichkeit und Neugier abgestoßen, doch erweise sie sich bei ihrer Schnüffelei als ungeheuer effizient, so dass sie fast „wie der dunkle Zwilling des Kommissars“ wirke.
Für Thomas Narcejac liegt eine große Authentizität in der Auswahl und Gestaltung der handelnden Figuren. Kommissar Maigret beweise seine ruhige, nachsichtige Art der Ermittlung, die zwischendurch immer wieder abschweife, in der er aber beinahe nach Belieben stets die benötigten Vorfälle herbeiführen könne, was beim Leser einen Eindruck von Sorglosigkeit und Unbeschwertheit hinterlasse. Häufig sind es dabei Zeichen aus der Natur oder der Umgebung, die dem Kommissar die richtigen Schlussfolgerungen nahelegen, so etwa wenn er im Haus des Richters fühlt, dass die Atmosphäre von Luxus, Distinktion und Verschwiegenheit auf einem uneingestandenen, skandalösen Geheimnis beruht. Narcejac vergleicht den Kommissar bei seiner Ermittlung mit einer Kompassnadel, die von den Einflüssen der Umgebung wie von einem magnetischen Feld geleitet werde.

## Rezeption
Für Kirkus Reviews bestand Maigret im Haus des Richters aus „idealem familiären Maigret-Material“, das mit „wesentlich mehr Lebendigkeit behandelt“ werde als in späteren Romanen der Reihe. Wegen des geringen Umfangs sei der Roman „das perfekte Flughafen-Taschenbuch“. Auch für Anatole Broyard in der New York Times stammte das Buch aus „Georges Simenons früher, vitaler Phase“. Es regne viel in der Geschichte, und man könne Maigret ausgiebig beim Essen und Trinken beobachten. Am Ende löse der Kommissar den Fall, indem er die Verdächtigen ermutige, zu reden: „Wie die meisten Romane Simenons klingt das zutreffend. Bringe die Franzosen zum Reden, und sie werden sich jederzeit selbst beschuldigen.“
Die Romanvorlage wurde dreimal im Rahmen von TV-Serien verfilmt. In der Titelrolle waren dabei Rupert Davies in Maigret (Großbritannien, 1963), Jean Richard in Les Enquêtes du commissaire Maigret (Frankreich, 1969) und Maigret mit Bruno Cremer (Frankreich, 1992) zu sehen. Ebenfalls 1992 las Fred C. Siebeck eine Hörbuch für Schumm sprechende Bücher ein. Eine weitere Lesung von Walter Kreye erschien 2018 im Audio Verlag.

## Ausgaben
- Georges Simenon: La Maison du juge. In: Maigret revient. Éditions Gallimard, Paris 1942 (Erstausgabe).
- Georges Simenon: Maigret im Haus des Richters. Übersetzung: Liselotte Julius. Diogenes, Zürich 1984, ISBN 3-257-21238-0.
- Georges Simenon: Maigret im Haus des Richters. Sämtliche Maigret-Romane in 75 Bänden, Band 21. Übersetzung: Liselotte Julius. Diogenes, Zürich 2008, ISBN 978-3-257-23821-1.
- Georges Simenon: Maigret im Haus des Richters. Übersetzung: Thomas Bodmer. Kampa, Zürich 2018, ISBN 978-3-311-13021-5.